# سیارک ۸۰۵۹
سیارک ۸۰۵۹ (به انگلیسی: 8059 Deliyannis، نامگذاری:1957JP) هشت هزار و پنجاه و نهمین سیارک کشف شده‌است که در ۶ مه ۱۹۵۷ کشف شد.